# Ézio
Ézio Leal Moraes Filho (Mimoso do Sul, 15 de maio de 1966 — Rio de Janeiro, 9 de novembro de 2011) foi um futebolista brasileiro que atuou como atacante. 

## Biografia

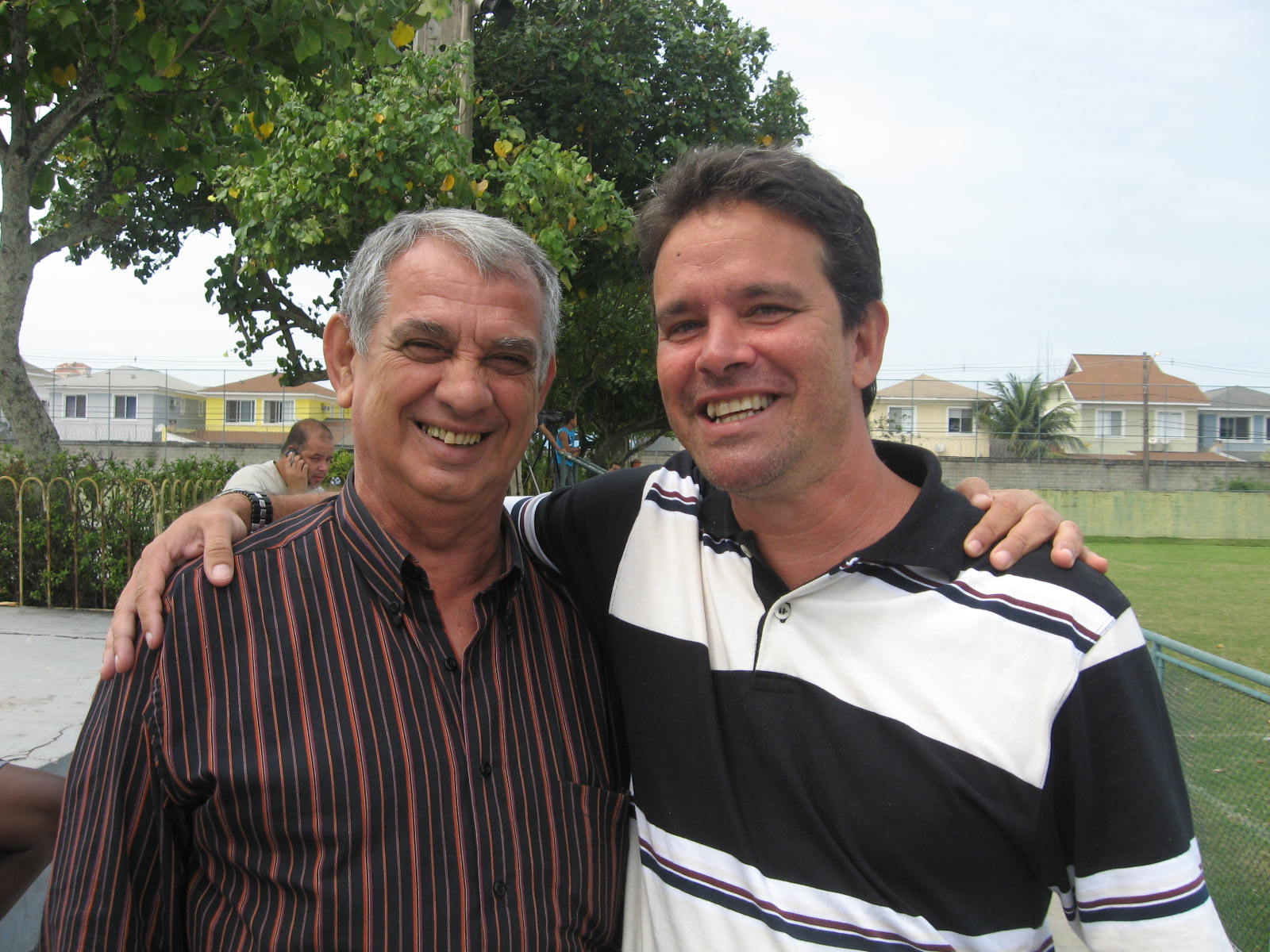
O ex-artilheiro Ézio ladeado pelo ex-vice de futebol do Fluminense, Walquir Pimentel

Revelado pelo Bangu em 1986, aos 20 anos, Ézio passou por alguns clubes de pequeno porte do futebol brasileiro até se transferir para o Fluminense, em 1991. Apesar de ter sido um jogador que não prezava pela qualidade técnica, Ézio se destacou no tricolor carioca, onde recebeu o apelido de "Super-Ézio" do radialista Januário de Oliveira. À época de sua contratação, o Fluminense passava por um período difícil, de crise financeira e escassez de títulos. Sua chegada foi determinante para uma mudança nesse cenário: em seu primeiro ano no clube, ajudou a equipe a conquistar a Taça Guanabara de 1991. Atuou pelo Fluminense de 1991 a 1995, participando de 236 jogos e marcando 118 gols pelo clube, número que o torna o décimo maior artilheiro da história do tricolor carioca. Muitos desses gols podem ser creditados ao fato de o jogador nunca desistir do gol.
Notabilizou-se pela média de gols marcados no Flamengo, maior rival do Fluminense. Foram 12 gols marcados no clube rubro-negro, o que o torna o terceiro maior artilheiro do Fla-Flu.
Seu relacionamento com o Fluminense era tão intenso que Ézio chegou a assinar contratos em branco com o clube. "Era coisa de maluco. Eu assinava qualquer papel no início da temporada e depois discutia os valores. Nunca criei empecilho para renovar acordo, tamanha era a vontade de permanecer no Fluminense." Com o Fluminense, Ézio conquistou as Taças Guanabara de 1991, 1993 e o Campeonato Carioca de 1995, além de ter disputado a final da Copa do Brasil de 1992, marcando, inclusive, um dos gols da primeira partida.
Vítima de seguidas lesões, Ézio deixou o Fluminense em 1995, transferindo-se para o Atlético Mineiro, onde ficou quase um ano parado, devido a uma lesão no joelho. As seguidas lesões o obrigaram a encerrar sua carreira, em 1998.
Ézio Leal Moraes Filho se tornou um dos maiores artilheiros do Fluminense com mais de 100 gols marcados, além disso é o terceiro maior artilheiro do Tricolor das Laranjeiras em brasileiros, ao lado de Doval.
Habilidoso e com forte presença na área, buscava o gol a todo instante e, por isso, mereceu o apelido carinhoso da torcida, e do locutor esportivo Januário Oliveira, de "Super Ézio". Apesar de todas as dificuldades, ele sempre marcou gols importantes em clássicos, participou do vice-campeonato da Copa do Brasil quando o Fluminense foi derrotado com um pênalti duvidoso marcado no final da partida. Integrou também o elenco que foi Campeão Carioca em 1995, único título conquistado pelo jogador. Posteriormente foi negociado com o Atlético Mineiro, onde marcou 21 gols.
O destaque de Ézio fica por conta, também, de que conseguira ser um ídolo tricolor numa fase difícil para o Fluminense, grave crise financeira ainda assolava o clube e culminaria na série de rebaixamentos, ainda assim o "Super Ézio" não se abalava, sempre chamado pela torcida ele estava lá, firme e forte.
Jogou pelo Fluminense de 1991 a 1995 marcando 118 gols em 236 jogos. É o décimo-primeiro maior artilheiro da história do clube como também é um dos maiores artilheiros da história do Fla-Flu, com 12 gols.

## Morte
Ézio morreu no dia 9 de novembro de 2011 em decorrência de um câncer, após internação em um hospital de Jacarepaguá. O ex-jogador tinha dois tumores: um no pâncreas e outro no fígado. A doença foi descoberta em outubro de 2010.

## Títulos
Bangu
- Taça Rio: 1987

Fluminense
- Taça Guanabara: 1991, 1993
- Campeonato Carioca: 1995